# Túnel Dudley Ward
Dudley Ward Way es un túnel que atraviesa la parte sureste del peñón de Gibraltar. Recibió su nombre en honor de Sir Alfred Dudley Ward, Gobernador de Gibraltar desde el 8 de junio de 1962 al 5 de agosto de 1965. El túnel une la costa este del territorio británico de ultramar, incluyendo las bahías de Catalan Bay y Sandy Bay, a través de la carretera Sir Herbert Miles, con Punta de Europa, en el extremo meridional de Gibraltar.
Después de un desprendimiento de rocas el 18 de febrero de 2002 que mató a un hombre, las autoridades gibraltareñas concluyeron que el riesgo de futuros desprendimientos era demasiado grande. El túnel fue cerrado para acometer obras y reabierto el 2 de noviembre de 2010.